# Andrzej Blumenfeld
Andrzej Blumenfeld (Zabrze, 1951. augusztus 12. – Varsó, 2017. augusztus 14.) lengyel színész, szinkronszínész.

## Filmjei

### Mozifilmek
- A kis mágus (Cudowne dziecko) (1987)
- Fehér sárkány (Biały smok) (1987)
- Obywatel Piszczyk (1988)
- Lawa. Opowiesc o 'Dziadach' Adama Mickiewicza (1989)
- Kornblumenblau (1989)
- 1968. Szczęśliwego Nowego Roku (1992)
- Gyűrű koronás sassal (Pierścionek z orłem w koronie) (1992)
- Prowokator (1995)
- Kwiatkowski ezredes (Pułkownik Kwiatkowski) (1995)
- Wezwanie (1997)
- Itt a gyilkos, hol a gyilkos 2. (Kiler-ów 2-óch) (1999)
- Solymász Tamás (Král sokolu) (2000, hang)
- A prímás - Wyszynski bíboros (Prymas. Trzy lata z tysiąca) (2000)
- Where Eskimos Live (2002)
- A zongorista (The Pianist) (2002)
- Zróbmy sobie wnuka (2003)
- Mala wielka milosc (2008)
- Idealny facet dla mojej dziewczyny (2009)
- Kicsi Rózsa (Rozyczka) (2010)
- Elpuskázva (Delivery Man) (2013)
- Carte Blanche (2015)
- Bangistan (2015)
- Sugihara Chiune (2015)
- Bikini Blue (2017)

### Tv-filmek
- Nieproszony gosc (1987)
- Tízparancsolat (Dekalog) (1989)
- Kuchnia polska (1993)
- Csak félelem (Tylko strach) (1993)
- Stella Stellaris (1994)
- A kaméliás hölgy (Dama kameliowa) (1995)
- Matki, zony i kochanki II (1998)
- II. János Pál - A béke pápája (Pope John Paul II) (2005)
- Kryptonim Gracz (2008)
- Operacja Reszka (2010)
- De Zaak Menten (2016)

### Tv-sorozatok
- 07 zglos sie (1978)
- Tetthely (Tatort) (1994, egy epizódban)
- Molly (1994)
- Bar Atlantic (1996)
- Der Kapitän (1997, egy epizódban)
- Marzenia do spełnienia (2001)
- M jak miłość (2002 – 2004, 19 epizódban)
- Pensjonat pod Różą (2004–2006)
- Na Wspólnej (2006–2008, 2010–2011)
- Trzeci oficer (2008)
- Czas honoru (2008, egy epizódban)
- Expecting Love (2009)
- Siostry (2009, egy epizódban)
- Sprawiedliwi (2010, három epizódban)
- Na dobre i na zle (2011, egy epizódban)
- 1920. Wojna i miłość (2011, két epizódban)
- Prawo Agaty (2012, 2014, két epizódban)
- Ojciec Mateusz (2012–2014, három epizódban)
- To nie koniec świata (2014, egy epizódban)
- Prokurator (2015, egy epizódban)
- Druga szansa (2016, tíz epizódban)